# ماشین‌ها ۳
ماشین‌ها ۳ (به انگلیسی: 3 Cars) یک پویانمایی رایانه‌ای سه بعدی آمریکایی کمدی است که توسط استودیوی انیمیشن‌سازی پیکسار تولید و توسط والت دیزنی پیکچرز منتشر شده‌است. این پویانمایی در ۱۶ ژوئن ۲۰۱۷ در آمریکا منتشر شد. ماشین‌ها ۳ هجدهمین فیلم پویانمایی بلند پیکسار و سومین فیلم از دنباله‌فیلم ماشین‌ها بعد از ماشین‌ها ۲ در سال ۲۰۱۱ است. این انیمیشن به کارگردانی برایان فی و صداپیشگی اون ویلسون، کریستلا آلونزو، آرمی هامر، بانی هانت، لَری دِ کِیبِل گای، ناتان فیلیون، کری واشینگتن و لی دلاریا می‌باشد.

## داستان فیلم

ماکت لایتنینگ مک کوئین

لایتنینگ مک کوئین به همراه رفقای قدیمی در حال مسابقه است که یک ماشین مسابقه مشکی ناشناخته به نام جکسون استورم از نسل جدیدی از خودروهای مسابقه از راه می‌رسد و از آن‌ها جلو می‌زند. حالا ماشین‌های مسابقه قدیمی در برابر این ماشین‌های پیشرفته و مدرن ناچار به بازنشستگی می‌شوند. اما مک کوئین، کروز رامیرز که تا پیش از آن قرار بود مربی مک کوئین باشد را به جای خود به آخرین مرحله رقابت ها در برابر جکسون استورم می فرستد و هدایت او را بر عهده می گیرد تا در این مرحله نیز پیروز میدان باشند.

## صداپیشگان
| صداپیشگان      | نقش                       |
| -------------- | ------------------------- |
| اوون ویلسون    | لایتنینگ مک‌کوئین          |
| لری د کیبل گای | ماتر                      |
| آرمی هامر      | جکسون استورم              |
| کریستلا آلونزو | کروز رامیرز مربی مک کوئین |
| بانی هانت      | سالی کاررا                |
| کریس کوپر      | اسموکیی                   |
| ناتان فیلیون   | استرلینگ                  |
| تونی شالوب     | گوادو کوارونی             |
| کری واشینگتن   | ناتالی سرتین              |
| لوییس همیلتون  | همیلتون                   |